# Mirab Arsi
La zone Mirab Arsi, ou Ouest Arsi, est l'une des 21 zones administratives de la région Oromia en Éthiopie. Shashamané est son centre administratif et sa plus grande ville.

## Situation
Limitrophe de la région des nations, nationalités et peuples du Sud et de la région Sidama, la zone Mirab Arsi est entourée dans la région Oromia par les zones Misraq Shewa, Arsi, Bale et Guji.
Elle s'étend d'est en ouest de la vallée du Grand Rift au Parc national des monts Balé et à la forêt d'Harenna.

## Woredas
La zone Mirab Arsi regroupe, sans doute depuis 2007, des woredas qui faisaient partie au début des années 2000 des zones Misraq Shewa, Arsi et Bale.
En 2007 et jusqu'en 2015 au moins, elle se compose de douze woredas, :
- Adaba ;
- Arsi Negele ;
- Dodola ;
- Gedeb Asasa, ou Gedeb ;
- Kofele ;
- Kokosa ;
- Kore, détaché de Kofele en 2007[2]  ;
- Nensebo ou Nenesebo ;
- Shala, ou Shalla, détaché de Siraro en 2007[2] ;
- Shashemene (en anglais : Shashemene Town) ou  Shashamané, ville-woreda séparée du woreda environnant en 2007 ;
- Shashemene Zuria , le reste de l'ancien woreda Shashemene ;
- Siraro, ou Seraro.

Une carte à fin 2021 indique d'autres subdivisions après lesquelles la zone Mirab Arsi se compose de 17 woredas appelés
Adaba, 
Arsi Negele, 
Arsi Negele Town, 
Bishan Guracha, 
Dodola, 
Dodola Town, 
Gedeb Asasa, 
Heban Arsi, 
Kofele, 
Kokosa, 
Kore, 
Nenesebo, 
Shala, 
Shashemene Town, 
Shashemene Zuria, 
Siraro et
Wondo.

## Population
D'après le recensement national réalisé par l'Agence centrale de la statistique d'Éthiopie, la zone compte 1 964 038 habitants en 2007 et 14 % de la population est urbaine.
Toujours en 2007, l'oromo est la langue maternelle pour 87 % des habitants de la zone, l'amharique pour 6 %, le sidamo pour 2 % et l'hadiyya pour 1 %.
La majorité (80 %) des habitants de la zone sont musulmans, 11 % sont orthodoxes, 15 % sont protestants, 2 % sont catholiques et moins de 1 % sont de religions traditionnelles africaines.
La principale agglomération de la zone est Shashamané avec 100 454 habitants en 2007, suivie par Arsi Negele avec 47 292 habitants, Dodola avec 20 830 habitants, Asassa avec 20 667 habitants, Kofele avec 13 483 habitants, Adaba avec 12 099 habitants, Kuyera avec 10 193 habitants et une dizaine d'agglomérations en dessous de 8 000 habitants.
| Woreda           | Population 2007 | Agglomérations en 2007                             |
| ---------------- | --------------- | -------------------------------------------------- |
| Adaba            | 138 717         | Adaba                                              |
| Arsi Negele      | 260 129         | Arsi Negele, Golije                                |
| Dodola           | 193 812         | Dodola, Harero, Negele Metema, Edo Megala, Serofta |
| Gedeb Asasa      | 186 907         | Asassa                                             |
| Kofele           | 178 950         | Kofele, Wabe Gefersa                               |
| Kokosa           | 144 549         | Kokosa                                             |
| Kore             | 103 734         | Qore ou Kore                                       |
| Nensebo          | 114 559         | Werka                                              |
| Shala            | 149 804         | Aje                                                |
| Shashamané       | 100 454         | Shashamané                                         |
| Shashemene Zuria | 246 774         | Kuyera                                             |
| Siraro           | 145 649         | Ropi                                               |

En 2022, la population est estimée à 2 929 894 personnes avec une densité de population de 249 personnes par km2 et 11 777 km2 de superficie.